# أكثر من معجزة (فلم)
أكثر من مُعجزة (بالإنجليزية: More Than a Miracle) (بالفرنسية: C'era una volta) فيلم رومانسي، خيالى، كوميدي إنتاج إيطالي عام 1967، من إخراج الإيطالي «فرانسيسكو روسي» وبطولة «عمر الشريف» و«صوفيا لورين». تدور أحداث الفيلم في إيطاليا في القرن السابع عشر، حيث يقع أمير إسباني، يبحث عن عروس، في حب فتاة قروية محلية جميلة.
صدر الفيلم إلى دور العرض الإيطالية في 19 أكتوبر 1967، وإلى دور العرض الأمريكية في أول نوفمبر 1967.
منح موقع قاعدة بيانات الأفلام على الإنترنت (IMDB) الفيلم درجة 6/ 10.
منح موقع قاعدة بيانات الأفلام العربية "السينما.كوم" الفيلم درجة 5.9/ 10.
حصل الفيلم على 5 ترشيحات منها: أفضل ممثلة من النقابة الوطنية الإيطالية للصحفيين السينمائيين  عام 1968.
حصل الفيلم على جائزة بامبي 1969: أفضل ممثلة دولية "صوفيا لورين" (لم تكن صوفيا لورين حاضرة في حفل توزيع الجوائز. وتسلمت الجائزة في جينف فيما بعد) - أفضل ممثل دولي "عمر الشريف".

## طاقم التمثيل
- عمر الشريف: في دور الأمير رودريجو فرناندس
- صوفيا لورين: في دور إيزابيلا كانديلورو
- دولوريس ديل ريو: في دور الملكة الأم
- جورج ويلسون: في دور جان جاك بوشيه «مونزو»
- ليزلي فرينش: في دور الأخ جيوسبى
- مارينا مالفاتى: في دور اولمبيا «الاميرة التامورا»
- كارلو بيساكاني: في دور الساحرة

- آنا نوجارا: في دور أميرة نفد صبرها
- ريتا فورزانو: في دور أميرة الجشع
- كارلوتا باريلي: في دور أميرة مؤمنة بالخرافات
- روزا ماريا مارتن: في دور الأميرة الطائشة
- فلور مومبيلي: في دور أميرة فخورة
- آنا ليوتي: في دور أبنة ملك

- ريناتو بينسيرولي: في دور كارباتشيو خادم رودريجو[12][13]

## أحداث الفيلم
يبدأ الفيلم وعمر الشريف (الأمير رودريجو) في صراع لترويض جواداً ثائراً، يسقط الأمير ويرفض أي مساعدة حتى يروض الجواد بمفرده، وتفتح بوابة القصر لتخرج الملكة الأم وهي غاضبة وتصرخ بولدها الأمير الثائر على التقاليد، وتنصحه بترك ترويض جواده فهناك سبعة أميرات في انتظاره ليختار أيهن يتزوج، تجري الأحداث في مملكة نابولي وهي تحت الهيمنة الإسبانية، حيث إن ملك إسبانيا قد أمر بضرورة زواج الأمير رودريجو، ويسخر الأمير الشاب وينطلق بجواده، الذي يطيح به  ليسقط أرضاً، ويتلفت باحثاً عن جواده، وتصيبه الدهشة وهو يشاهد رجلاً  يسبح في السماء هو الراهب «جوزيبي» الذي يهبط إلى حيث الأمير ويتنبأ بمستقبله ويعطيه حمارًا ليأخذه في الاتجاه الصحيح إذا ربت على ظهره وأطعمه من الدقيق الذي أعطاه إياه. يلتقي الأمير في طريق عودته الفتاة الريفية «إيزابيلا كانديلورو» (صوفيا لورين) الجميلة والبارعة في الطبخ وغسل الصحون، ويقع الأمير في حبها، ولكنها تعانده وهي غير متأكدة من حبه. تستيقظ إيزابيلا ليلاً وتذهب إلى الساحرات لتسأل هل الأمير يحبها، وكيف تستعيده، وتجيب الساحرات إنه يحبها وسوف تستعيده عندما تضع لسانها في فتحة مفتاح الباب السحري، وعندما تقوم بذلك يصاب الأمير بالشلل. يخرج رجال الأمير بحثاً عن إيزابيلا، فهي الوحيدة التي تشفي شلل الأمير إذا قبلته قبلة الحياة، وهذا ما حدث ليعود الأمير للحركة بعد الشلل، ويغضب الأمير من الفتاة ويضعها في برميل يتدحرج ثم يتحطم ليجدها بعض أطفال ويساعدونها للعودة للأمير ليتم تصالحهما. يقيم الأمير مسابقة في غسل الصحون بين الأميرات ومن تفوز يتزوجها، ويضم إيزابيلا للمسابقة وهي في زي أميرة، ويكشف خداع الأميرة التي ترغب في الزواج منه، وتفوز إيزابيلا في المسابقة، وتفوز أيضا بزواج الأمير.

## الإنتاج
كان المنتج «كارلو بونتي» حريص على إنتاج هذا الفيلم وإسناد البطولة للشاب المصري الذي حقق نجاحا كبيرا مع فيلم «دكتور زيفاجو»، وأيضا إسناد البطولة النسائية لزوجته «صوفيا لورين»، وكانت الإستعدادات للفيلم كبيرة.
قام بوضع الموسيقى «روجر وليامز»، وحققت موسيقى الفيلم نجاحا كبيرا وصعدت إلى المرتبة الثانية في قوائم بيلبورد، وسجل المغني والممثل الإيطالي الأمريكي «سيرجيو فرانشي» أغنية تحمل نفس عنوان الفيلم تضمنها ألبومه «أنا أحمق كى أريدك I'm A Fool To Want You» والذي حقق أيضا نجاحا كبيرا في عام 1968.
تم تصوير الفيلم في ساسي دي ماتيرا (بالإيطالية: Sassi di Matera) وهي مساكن كهفية ما قبل التاريخ في مدينة ماتيرا الإيطالية، وفي الستينيات، أصبحت هذه المنطقة غير مأهولة تمامًا ويتم إستخدامها للتصوير السينمائي لإظهار الإحساس القوي بالتدهور والتخلف.

## النقد
كتب الناقد السينمائي الكبير روجر ايبرت: «حكاية خرافية طريفة ومسلية عن أمير وسيم وفتاة ريفية متواضعة يحولها لأميرة»، وكتب «بوثلي كراوثر» من صحيفة النيويورك تايمز: «الفيلم هو مجرد فوضى، وكوميديا لا طائل من ورائها عن فتاة ريفية وجهودها للفوز بأمير من العصور الوسطى»، وكتب «تونى ماستروياني» في الصحيفة الأمريكية اليومية كليفلاند برس: «على الرغم من أن الفيلم يتمتع بسحر لا يمكن إنكاره، إلا إنه يتعرج أيضًا ويصبح عديم الفائدة أحيانًا»، وكتب «دينيس شوارتس» الناقد السينمائي: «كوميديا غير تقليدية غير مثيرة للاهتمام تُقدم على أنها قصة خيالية قديمة الطراز في ريف نابولي»، ومنح موقع الطماطم الفاسدة للفيلم تقييم 43%.

## وصلات خارجي
- مقالات تستعمل روابط فنية بلا صلة مع ويكي بيانات